# 本因坊道的
本因坊 道的（ほんいんぼう どうてき、寛文9年（1669年） - 元禄3年5月7日（1690年6月13日））は江戸時代の囲碁棋士。伊勢国松坂の生まれ、元の姓は小川、本因坊道策の跡目で七段上手。法名は日勇。

## 生涯
父は小川草庵。幼少より碁を好み、本因坊道策門下となる。13歳で六段格となり「囲碁史上最大の神童」と謳われ、桑原道節らとともに道策の五弟子・五虎とも呼ばれた。貞享元年（1684年）に本因坊跡目になり、御城碁に出仕。翌貞享2年の御城碁で安井春知の先番に勝ち、寺社奉行より手合いを七段に進めるように申し渡される。寺社奉行が手合いに関与することは極めて異例で、道的の力が当時の碁界に認められていたことを示している。試しに道策と互先で打ってみたところ、互いに1目勝の打ち分けとなった。
師の道策と同じく、残された棋譜の中には黒番での負けはない。13歳で六段、19歳にして棋聖道策と打ち分けたということから、道的こそ史上最強の棋士ではないかと言われることもある。わずか21歳で夭折し、再跡目には佐山策元が立てられたが、彼もまた25歳で世を去った。
御城碁戦績
- 1684年（貞享元年）先番7目勝 安井春知
- 1685年（貞享2年）白番3目勝 安井春知
- 1686年（貞享3年）白番5目負 安井春知
- 1687年（貞享4年）先番13目勝 安井知哲
- 1688年（元禄元年）先番12目勝 安井知哲
- 1689年（元禄2年）白番17目勝 安井知哲